# Glossidae
Famille
Genres de rang inférieur
- Glossus
- Meiocardia

Les Glossidae forment une famille de mollusques bivalves.

## Liste des genres
Selon World Register of Marine Species (1 juin 2016) :
- genre Glossus Poli, 1795
- genre Meiocardia H. Adams & A. Adams, 1857

Glossus humanus